# Arauco (tỉnh)
Tỉnh Arauco (tiếng Tây Ban Nha: Provincia de Arauco) là một tỉnh của Chile. Tỉnh có diện tích 5457.2 km2, dân số theo điều tra năm 2002 là 157255 người. Tỉnh lỵ đóng ở Lebu. Tỉnh có 7 khu tự quản.